# Medelpads runinskrifter 5
Runinskrift M 5 är en runsten som står vid Attmar kyrka i Attmars socken i Medelpad.

## Stenen
Runstenen som är Medelpads största är ristad på en 225 cm hög och 105 cm bred granithäll. 
Den upptäcktes i Attmarby 1875 liggande med ristningen nedåt. Den flyttades från fyndplatsen och placerades vid kyrkan. Inhugget under runslingan står: "Funnen 26/8 1875 CPGS". Detta syftar på stenens upphittare, Carl Petter Grafström, som på detta vis ville tydliggöra vem som hade funnit stenen.

## Inskriften
Runskrift (yngre futhark):
ᚼᚭᚴᚢᚿ ᛚᛁᛏ ᚱᛁᛏᛆ ' ᛋᛏᛁᚿ ᚦᛁᚿᚭ᛬ ᛬ᚭᛒᛏᛁᛦ ᛋᚴᚢᚴᚿᛆ ᛒᚱᚢᚦᚢᚱ ᛋᛁᚿ ᛆᚢᚴ ᛆᛒᛏᛁ(ᛦ) ᛆᛚᚦᚱᚢᚦᛁ ᛘᚢᚦᚢᚱ ᛋᛁᚿᚭ ᚴᚢᚦ ᚼᛁᛆᛚᛒᛁ ᚦᛁᛦᛆ ᛋᛆᛚᚢ ᛆᚢᚴ᛬ ᛬ᚴᚢᚦ ᛘᚢᚦᛁᛦ
Translitterering av runraden:
hokun lit rita ' stin þino: :obtiR skukna bruþur sin auk abti(R) alþruþi muþur sino kuþ hialbi þiRa salu auk: :kuþ muþiR
Normalisering till runsvenska:
Hakon let retta stæin þenna æftiR Skygna, broður sinn, ok æftiR Alþruði, moður sina. Guð hialpi þæiRa salu ok Guðs moðiR.
Översättning till nusvenska:
Håkan lät uppresa denna sten till minne av Skygne, sin broder, och till minne av Altrud, sin moder. Gud och Guds moder hjälpe deras själ.
Av intresse är att kvinnonamnet Altrud endast finns på denna sten och på M 3 Berga i Njurunda socken, bara ca 20 kilometer från Attmar. Då Altrud på M 5 är moder till Håkon/Håkan och Skygne, medan hon på M 3 är dotter till dem som stenen är rest efter är det en intressant tanke att det kan röra sig om samma Altrud på båda stenarna. När dessutom Håkon/Håkan är nämnd på ytterligare två stenar i närheten av Attmar (M 7 Tuna samt M 6 Målsta) kan man skissa på fyra generationer i Altruds och Håkons/Håkans släkt.

## Anmärkning
1. ↑  Om inte runtecknen nedan syns behövs ett unicode-typsnitt i din webbläsare eller operativsystem som stödjer unicode-runor (unicode 3.0).